# Dom Technika w Gdańsku
Dom Technika w Gdańsku – modernistyczny budynek w Śródmieściu Gdańska, będący siedzibą Naczelnej Organizacji Technicznej oraz Sceny Teatralnej NOT. W latach 1974–1986 w głównej sali widowiskowej Domu Technika organizowano Festiwal Filmów Fabularnych w Gdańsku, w latach 80. XX wieku  przeniesiony do Gdyni. 

## Opis budynku
Położony przy ul. Rajskiej 6 budynek wzniesiono w latach 1969–1974 według modernistycznego projektu Szczepana Bauma i Danuty Olędzkiej jako wojewódzką siedzibę Naczelnej Organizacji Technicznej wraz z salami konferencyjnymi, księgarnią i biblioteką techniczną z czytelnią. Pierwotnie budynek miał zostać zlokalizowany przy Targu Węglowym. Budowa została sfinansowana ze składek społecznego komitetu. Czterokondygnacyjny budynek na planie prostokąta, parter jest cofnięty względem wyższych pięter, na których fasadzie znajdują się horyzontalne okna. Ściana północna jest ślepa. Wnętrza wykończone są charakterystycznymi dla modernizmu materiałami – kamieniem, drewnem i lastriko. Ściany zdobią mozaiki ceramiczne oraz płaskorzeźby. Kubatura budynku wynosi 33 430 m², Główna sala konferencyjna, mieszcząca 450 widzów została w 2012 roku przebudowana i obecnie posiada 500 miejsc. Działa w niej Scena Teatralna NOT. Budynek wpisany do gminnej ewidencji zabytków.